# Andrea Locatelli
Andrea Locatelli  (Roma, 19 de desembre de 1695 - Roma, 19 de febrer de 1741) va ser un pintor italià de paisatges (vedute).
Nascut a Roma, va ser el fill i alumne del pintor Piero Locatelli, que havia estudiat amb el florentí Ciro Ferri. Després va ser aprenent de Paolo Anesi, encara que el seu estil i temàtica va ser similar a la de Claude Lorrain, i representa petites figures mitològiques encara que dins d'un entorn salvatge més similars a les de Salvator Rosa. Andrea va destacar en la pintura vedute en un estil evocador de Jan Frans van Bloemen, un dels Bamboccianti. Un dels seus alumnes va ser Claude Joseph Vernet.

## Algunes obres
- Paisatge amb genets, viatgers i ramat, Museu de Grenoble
- Paisatge i animals, Museu de belles arts de Marsella.
- Paisatge amb ruïnes i persones, Museu de belles arts de Caen
- El judici de Paris, Museu de belles arts de Troyes
- Diana perseguint a Calisto, Museu de belles arts de Troyes
- Tobies i l'àngel a la vora del Tigris, Museu dels Agustins, Toulouse
- Els pelegrins d'Emmaüs, Museu dels Agustins, Toulouse
- Paisatge italià de muntanya i paisatge italià amb banyistes, Museu d'art Thomas-Henry, Cherbourg-Octeville
- Paisatge amb els bandits, Musée Fabre, Montpellier
- Paisatge amb els soldats, Museu de belles arts d'Estocolm, Suècia.
- Paisatge amb la Fugida en Egipte, Museu de belles arts d'Estocolm, Suècia.
- Paisatge i Viatgers atacats pels lladres a l'entrada d'un bosc, Museu de belles arts de Carcassonne.
- Paisatge d'Arcàdia amb els pastors i viatgers a la font. Oli sobre tela, 49,5 x 64 cm.
- Paisatge d'Arcàdia amb gent. Oli sobre tela, 49,5 x 64 cm.
- Paisatge amb pastors al llarg d'un curs d'aigua. Oli sobre tela, 54 x 72 cm.
- Paisatge amb pescadors i edificis. Oli sobre tela, 54 x 72 cm.
- Vista del Coliseu amb els arqueòlegs i els treballadors treballant. Oli sobre tela, 123 x 172 cm.

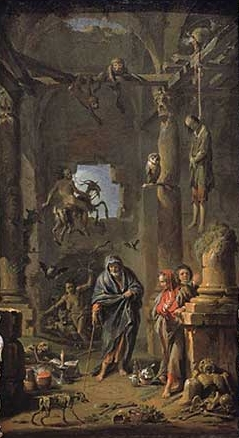
Scena magica, pintura a l'oli sobre tela, c. 1741
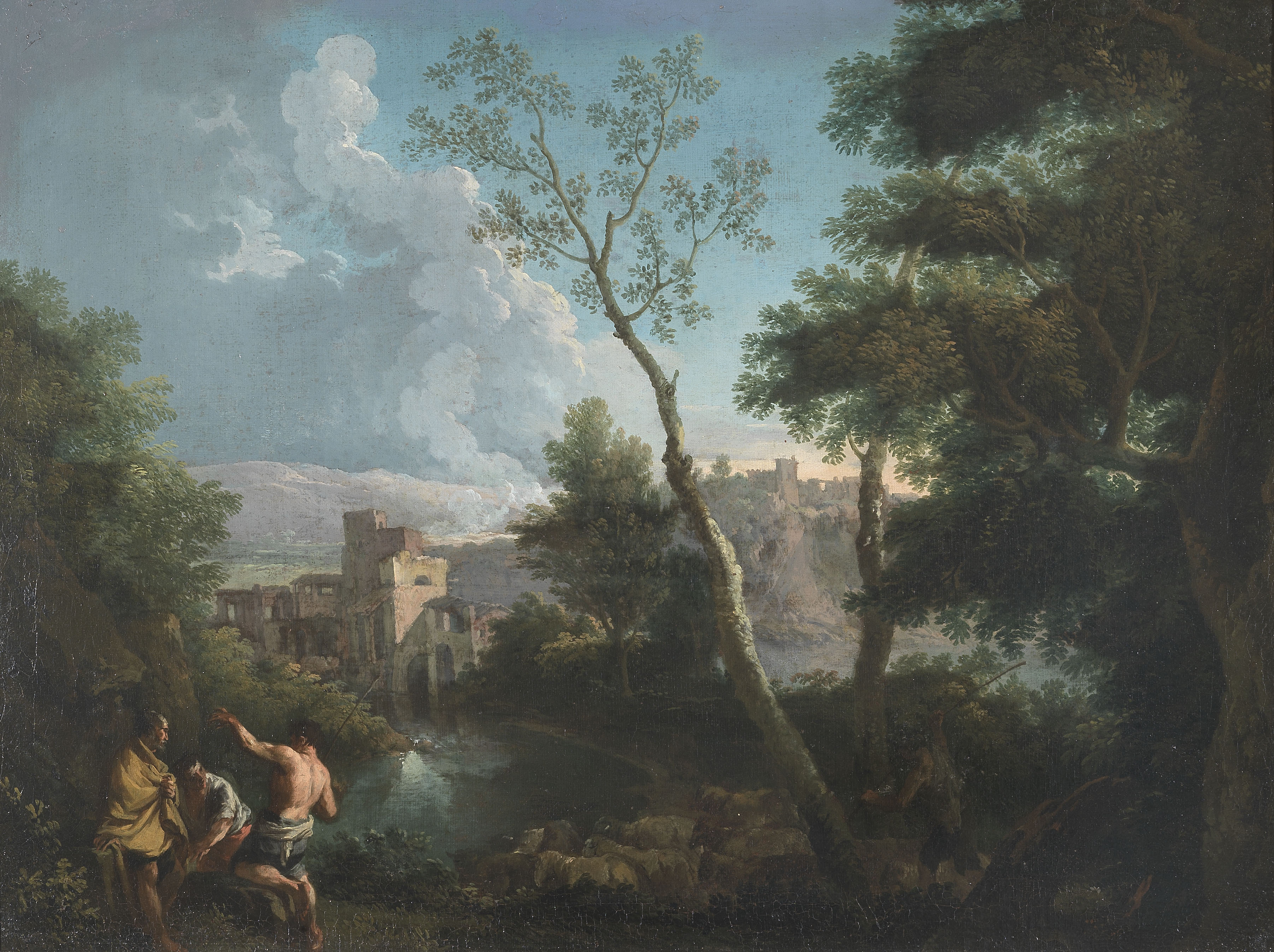
Paisatge amb pastors al llarg d'un curs d'aigua. Col·lecció M (Col·lecció privada)
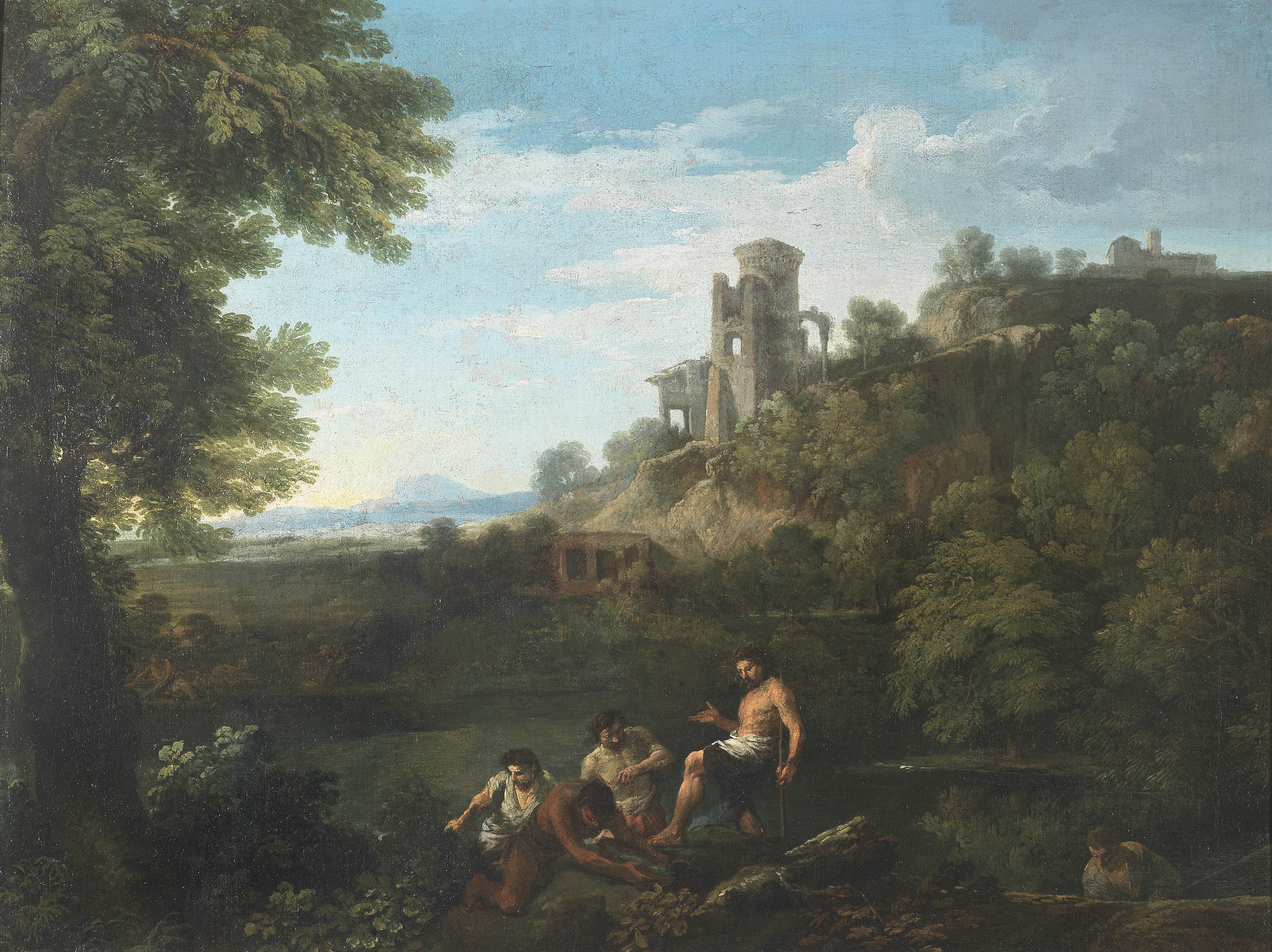
Paisatge amb pescadors i edificis. Col·lecció M (Col·lecció privada)
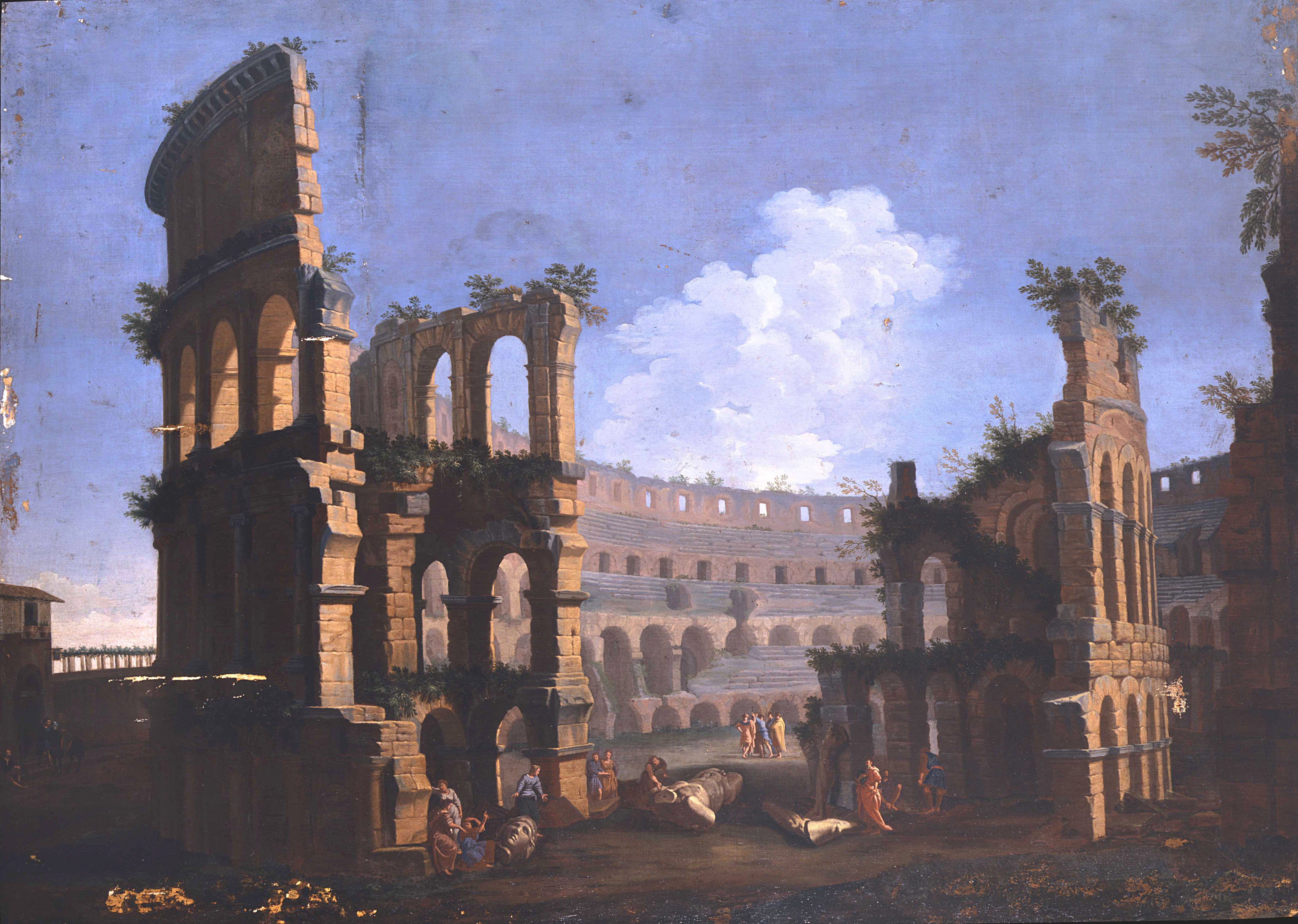
Vista del Coliseu amb els arqueòlegs i els treballadors treballant.  Fundació Sorgente Group.